# New State Mobile
NEW STATE Mobile (anciennement PUBG: New State) est un jeu vidéo de battle royale en ligne multijoueur de style futuriste, développé par PUBG Studios et édité par Krafton. Le jeu est sorti le 11 novembre 2021 pour iOS et Android via l'App Store (iOS/iPadOS), Google Play et Samsung Galaxy Store,. Il s'agit du deuxième volet de l'univers PUBG, séparé de PUBG: Battlegrounds et de sa version mobile.
En décembre 2021, le jeu avait dépassé les 50 millions de téléchargements dans le monde.

## Système de jeu
Dans NEW STATE Mobile, 100 joueurs sont déployés en sautant d'un avion sur une île de 8x8 kilomètres isolée appelée Troi, la carte principale du jeu, pour collecter de l'équipement et s'affronter alors qu'ils se battent pour survivre, le dernier debout devenant le vainqueur. Les événements à Troi se déroulent en 2051 dans le nord des États-Unis, avec un environnement, des bâtiments, une architecture et des monuments futuristes. Les nouvelles fonctionnalités incluent des drones, des boucliers balistiques, des viseurs avec néon, une capacité d'équilibrage de combat, la réanimation de coéquipiers morts et le "recrutement" d'ennemis abattus. Les véhicules comprennent des voitures futuristes, des buggies, des motos, des hors-bords et des planeurs.
NEW STATE Mobile propose des objets et des structures interactifs avec des fenêtres et des portes destructibles, les joueurs peuvent alterner entre une perspective à la première personne et à la troisième personne. Il propose également une personnalisation des armes avec différentes sélections de mode de tir, des lance-grenades, des poignées, des viseurs, des silencieux et d'autres types d'accessoires d'armes.
Le jeu propose des modes multijoueurs secondaires 4v4, tels que le match à mort par équipe, où jusqu'à quatre chargements d'armes peuvent être sélectionnés. Le jeu comporte également une carte "Erangel", mise à jour venant du jeu PUBG d'origine.

## Développement
En février 2021, PUBG Studios, une division interne de Krafton (la société qui édite le jeu) a annoncé le développement d'un jeu au nom de code « PUBG: New State », une entité distincte de PUBG: Battlegrounds et de sa version mobile, se déroulant dans un proche avenir (année 2051) dans le cadre de l'univers PUBG.
En juillet 2021, Krafton a rapporté que le jeu avait dépassé les 20 millions de préinscriptions sur Google Play uniquement. Le 28 août, les tests alpha se sont terminés après avoir été exécutés dans 28 pays, et les développeurs ont mis en œuvre des améliorations et des correctifs basés sur les commentaires des utilisateurs participants,. En septembre 2021, après l'ouverture des préinscriptions pour iOS, le jeu a dépassé plus de 50 millions de préinscriptions combinées à la fois sur Google Play et sur l'App Store.
Le 27 janvier 2022, un changement de nom a été annoncé, de « PUBG : New State » à « New State Mobile ». Le changement a ensuite été rendu effectif sur toutes les plateformes.

## Sortie
Le jeu est sorti dans le monde entier le 11 novembre 2021, pour iOS et Android.

## Collaborations
Dès la première saison du jeu, Krafton a collaboré avec le constructeur automobile croate Rimac. De plus, le jeu a collaboré avec McLaren en mars 2022 et Among Us en avril 2022,.